# Quadrula nodulata
Quadrula nodulata е вид мида от семейство Unionidae. Видът не е застрашен от изчезване.

## Разпространение и местообитание
Разпространен е в САЩ (Айдахо, Арканзас, Илинойс, Индиана, Канзас, Кентъки, Луизиана, Минесота, Мисисипи, Мисури, Оклахома, Охайо, Тексас, Тенеси и Уисконсин).
Обитава пясъчните дъна на сладководни басейни и реки.

## Описание
Популацията на вида е стабилна.